# Darius Garland
Darius Kinnard Garland (Gary, 26 gennaio 2000) è un cestista statunitense, professionista nella NBA con i Cleveland Cavaliers.

## Biografia
Garland è nato in Indiana, nella città di Gary, figlio di Felicia e Winston Garland, ex giocatore della NBA. Dopo aver inizialmente giocato a baseball e basket, dall'età di cinque anni si è concentrato su quest'ultimo. Alle elementari Garland giocava per una squadra di Nashville nella AAU, perché nessuna delle squadre locali soddisfaceva i suoi standard. Durante il sesto anno, la sua famiglia traslocò definitivamente in Tennessee, così che Garland potesse frequentare la Brentwood Academy di Brentwood con i suoi compagni di AAU Gavin Schoenwald e Camron Johnson.

## Caratteristiche tecniche
Garland è un playmaker bravo a giocare senza palla, a segnare sia da 2 che da 3 punti oltre che in pick and roll. A livello difensivo dispone di un'ottima rapidità laterale e manuale, per quanto pecchi nella difesa contro avversari più fisici di lui.

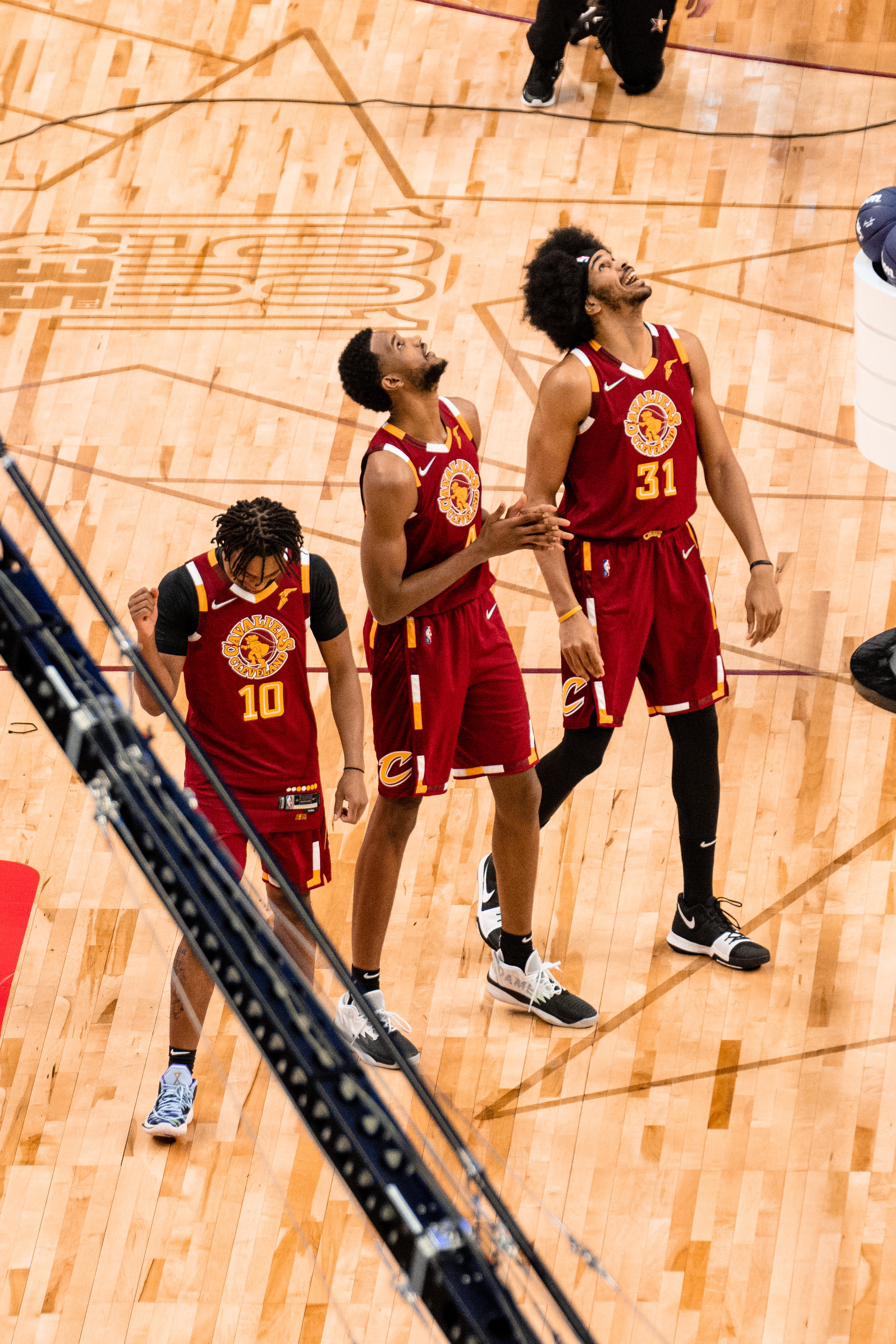
Garland con Evan Mobley e Jarrett Allen (da sinistra) compongono il Team Cavs per lo Skills Challenge dell'All-Star Weekend 2022

## Carriera

### High school
Nella sua stagione da freshman a Brentwood, tiene di media 13 punti e 3 assist a partita, portando la squadra a vincere il titolo statale e rimanendo in lizza fino alla fine per il premio di Tennessee Mr. Basketball della Division II. Nella sua seconda stagione migliora le proprie cifre (18,6 punti e 4 assist di media), guadagnando nuovamente il titolo di Mr. Basketball e portando la sua squadra alla vittoria del titolo statale. Dopo essere cresciuto di 6 centimetri tra il suo anno da sophomore e il suo anno da junior, Garland viene classificato come miglior playmaker della sua classe da 247Sports, e viene reclutato dalla vicina Vanderbilt, la cui offerta viene accettata nel 2017 da Garland. Nel suo anno da junior, Garland trascina ancora una volta la sua squadra al titolo dello stato, tenendo di media 23 punti e 4 rimbalzi a partita, impresa che riuscirà anche l'anno seguente. Nel suo ultimo anno vince inoltre per la terza volta il premio di Tennessee Mr. Basketball, impresa riuscita in precedenza solo a Brendan Wright. Grazie alle eccellenti prestazioni, Garland viene convocato per il McDonald's All-American Game, per il Jordan Brand Classic e per il Nike Hoop Summit.

### College
Dopo esser stato il miglior prospetto di sempre a firmare con Vanderbilt, viene incluso nel quintetto All-Conference della SEC per la preseason, unico freshman a riuscirci. La stagione di Garland termina però dopo solamente cinque partite, a causa di un infortunio al menisco rimediato contro Kent State. Dopo aver saltato il resto della stagione, il playmaker di Gary decide di rendersi eleggibile per il Draft NBA 2019, venendo anche invitato alla Draft Combine.

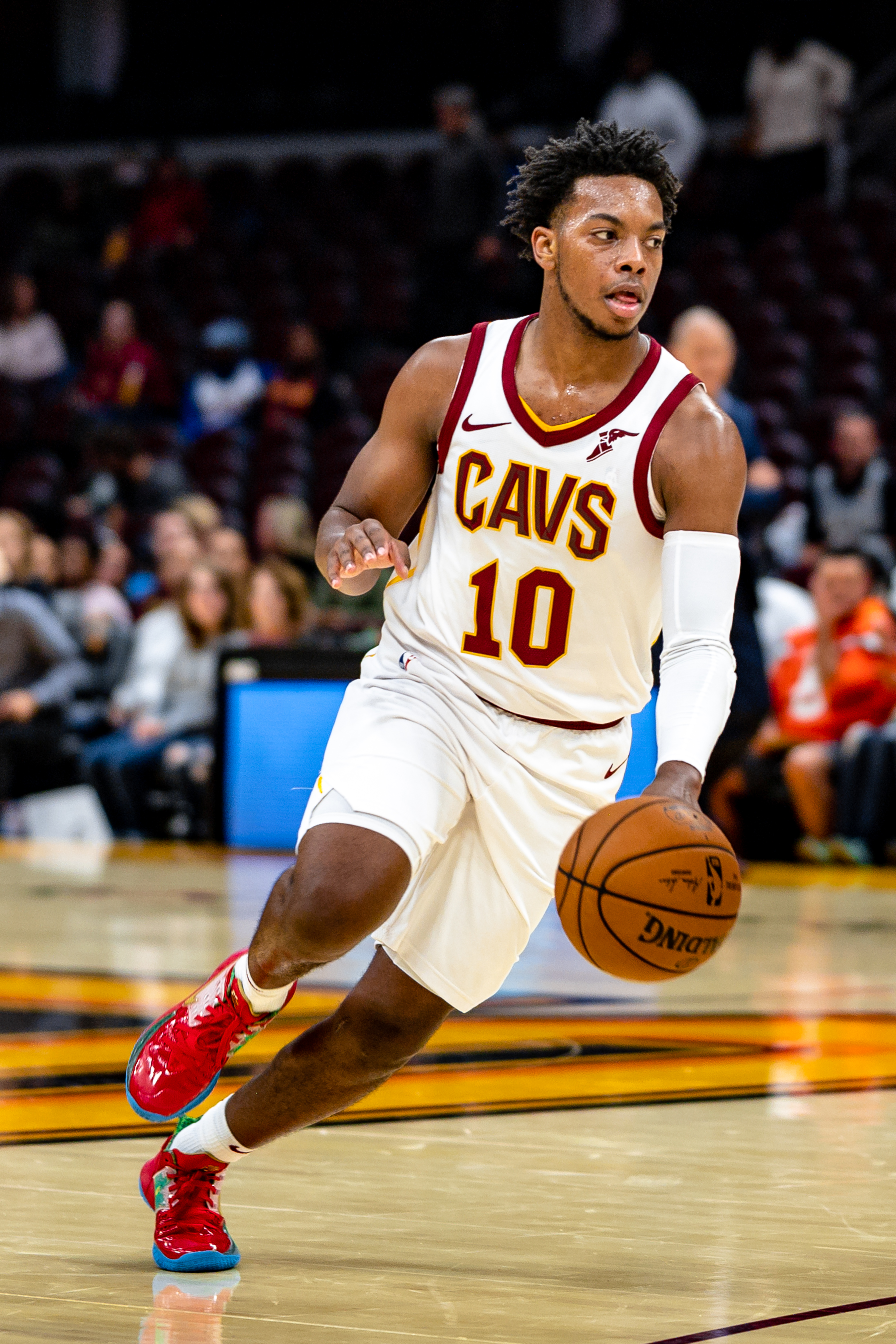
Garland nella sua stagione da rookie

### NBA

#### Cleveland Cavaliers (2019-)
Viene selezionato con la quinta scelta assoluta al Draft NBA 2019 dai Cleveland Cavaliers.

## Statistiche

### NCAA
| Anno      | Squadra          | PG | PT | MP   | TC%  | 3P%  | TL%  | RP  | AP  | PRP | SP  | PP   |
| --------- | ---------------- | -- | -- | ---- | ---- | ---- | ---- | --- | --- | --- | --- | ---- |
| 2018-2019 | Vand. Commodores | 5  | 5  | 27,8 | 53,7 | 47,8 | 75,0 | 3,8 | 2,6 | 0,8 | 0,4 | 16,2 |
| Carriera  | Carriera         | 5  | 5  | 27,8 | 53,7 | 47,8 | 75,0 | 3,8 | 2,6 | 0,8 | 0,4 | 16,2 |

#### Massimi in carriera
- Massimo di punti: 33 vs Liberty (19 novembre 2018)[20]
- Massimo di rimbalzi: 7 vs Alcorn State (16 novembre 2018)
- Massimo di assist: 4 (3 volte)
- Massimo di palle rubate: 2 vs Winthrop (6 novembre 2018)
- Massimo di stoppate: 2 vs Winthrop (6 novembre 2018)
- Massimo di minuti giocati: 37 vs Liberty (19 novembre 2019)

### NBA

#### Regular Season
| Anno      | Squadra             | PG  | PT  | MP   | TC%  | 3P%  | TL%  | RP  | AP  | PRP | SP  | PP   |
| --------- | ------------------- | --- | --- | ---- | ---- | ---- | ---- | --- | --- | --- | --- | ---- |
| 2019-2020 | Cleveland Cavaliers | 59  | 59  | 30,9 | 40,1 | 35,5 | 87,5 | 1,9 | 3,9 | 0,7 | 0,1 | 12,3 |
| 2020-2021 | Cleveland Cavaliers | 54  | 50  | 33,1 | 45,1 | 39,5 | 84,8 | 2,4 | 6,1 | 1,2 | 0,1 | 17,4 |
| 2021-2022 | Cleveland Cavaliers | 68  | 68  | 35,7 | 46,2 | 38,3 | 89,2 | 3,3 | 8,6 | 1,3 | 0,1 | 21,7 |
| 2022-2023 | Cleveland Cavaliers | 69  | 69  | 35,5 | 46,2 | 41,0 | 86,3 | 2,7 | 7,8 | 1,2 | 0,1 | 21,6 |
| 2023-2024 | Cleveland Cavaliers | 57  | 57  | 33,4 | 44,6 | 37,1 | 83,4 | 2,7 | 6,5 | 1,3 | 0,1 | 18,0 |
| 2024-2025 | Cleveland Cavaliers | 75  | 75  | 30,7 | 47,2 | 40,1 | 87,8 | 2,9 | 6,7 | 1,2 | 0,1 | 20,6 |
| Carriera  | Carriera            | 382 | 378 | 33,2 | 45,3 | 38,8 | 86,7 | 2,7 | 6,7 | 1,2 | 0,1 | 18,9 |
| All-Star  | All-Star            | 1   | 0   | 23,8 | 41,7 | 42,9 | -    | 1,0 | 3,0 | 2,0 | 0,0 | 13,0 |

#### Playoffs
| Anno     | Squadra             | PG | PT | MP   | TC%  | 3P%  | TL%  | RP  | AP  | PRP | SP  | PP   |
| -------- | ------------------- | -- | -- | ---- | ---- | ---- | ---- | --- | --- | --- | --- | ---- |
| 2023     | Cleveland Cavaliers | 5  | 5  | 37,8 | 43,8 | 38,7 | 84,0 | 1,8 | 5,0 | 1,6 | 0,2 | 20,6 |
| 2024     | Cleveland Cavaliers | 12 | 12 | 36,0 | 42,7 | 35,2 | 81,0 | 3,6 | 5,8 | 1,1 | 0,2 | 15,7 |
| 2025     | Cleveland Cavaliers | 5  | 5  | 29,6 | 42,0 | 28,6 | 91,7 | 2,2 | 5,2 | 0,4 | 0,0 | 18,0 |
| Carriera | Carriera            | 22 | 22 | 35,0 | 42,8 | 34,3 | 85,7 | 2,9 | 5,5 | 1,0 | 0,1 | 17,3 |

#### Massimi in carriera
- Massimo di punti: 51 vs Minnesota Timberwolves (13 novembre 2022)[21]
- Massimo di rimbalzi: 10 vs Utah Jazz (12 gennaio 2022)
- Massimo di assist: 19 vs Philadelphia 76ers (4 marzo 2022)
- Massimo di palle rubate: 5 (2 volte)
- Massimo di stoppate: 2 vs Toronto Raptors (26 febbraio 2023)
- Massimo di minuti giocati: 48 vs Charlotte Hornets (18 novembre 2022)

## Palmarès
- McDonald's All-American: 2018
- NBA All-Star Game: 2022,2025